# 1998 en astronautique
Chronologie de l'astronautique
- 1994
- 1995
- 1996
- 1997
- 1998
- 1999
- 2000
- 2001
- 2002

Cette page présente une chronologie des événements qui se sont produits pendant l'année 1998 dans le domaine de l'astronautique.

## Synthèse de l'année 1998

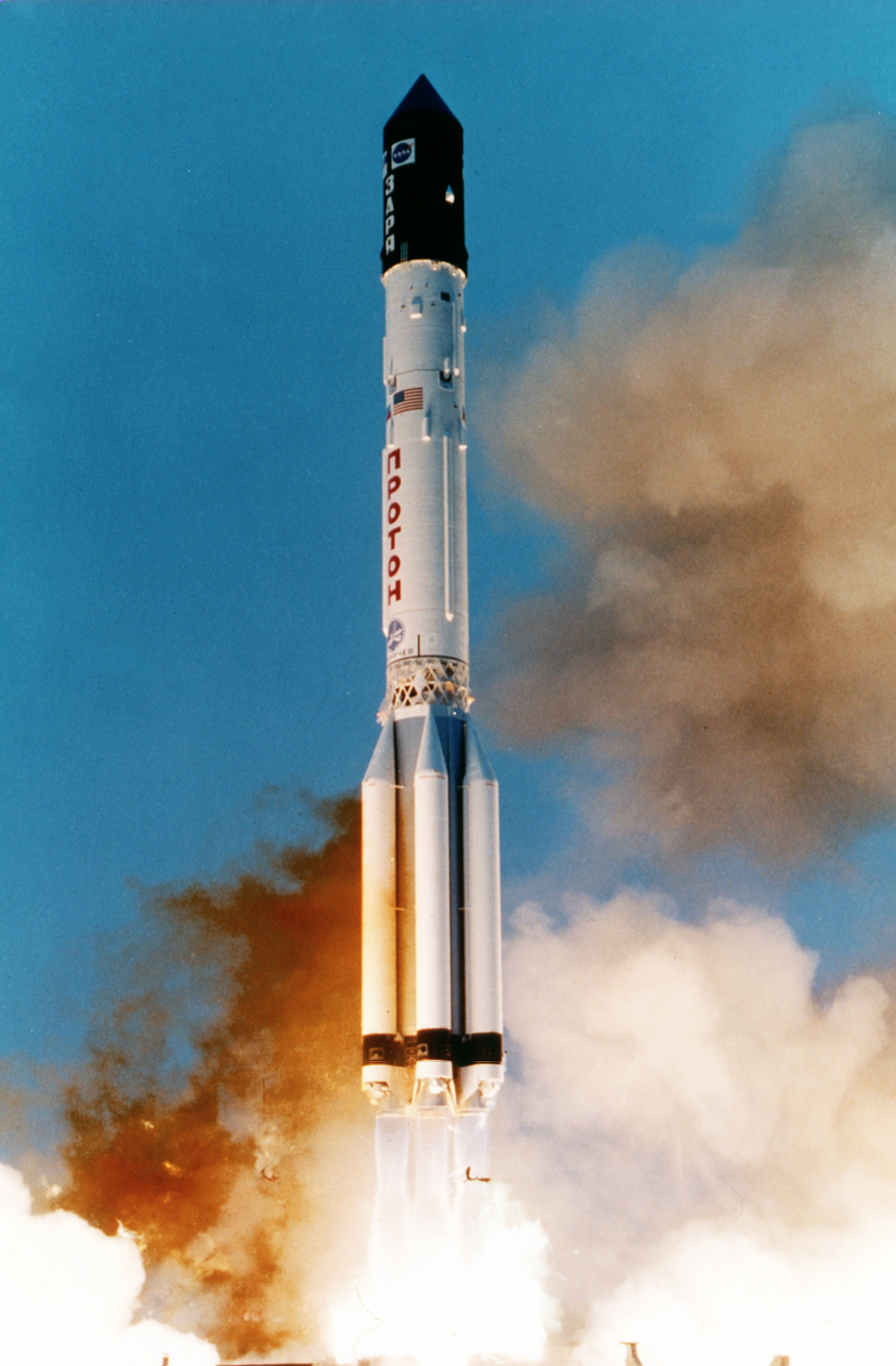
Un lanceur russe Proton lance le premier composant de la station spatiale internationale : le module Zarya.

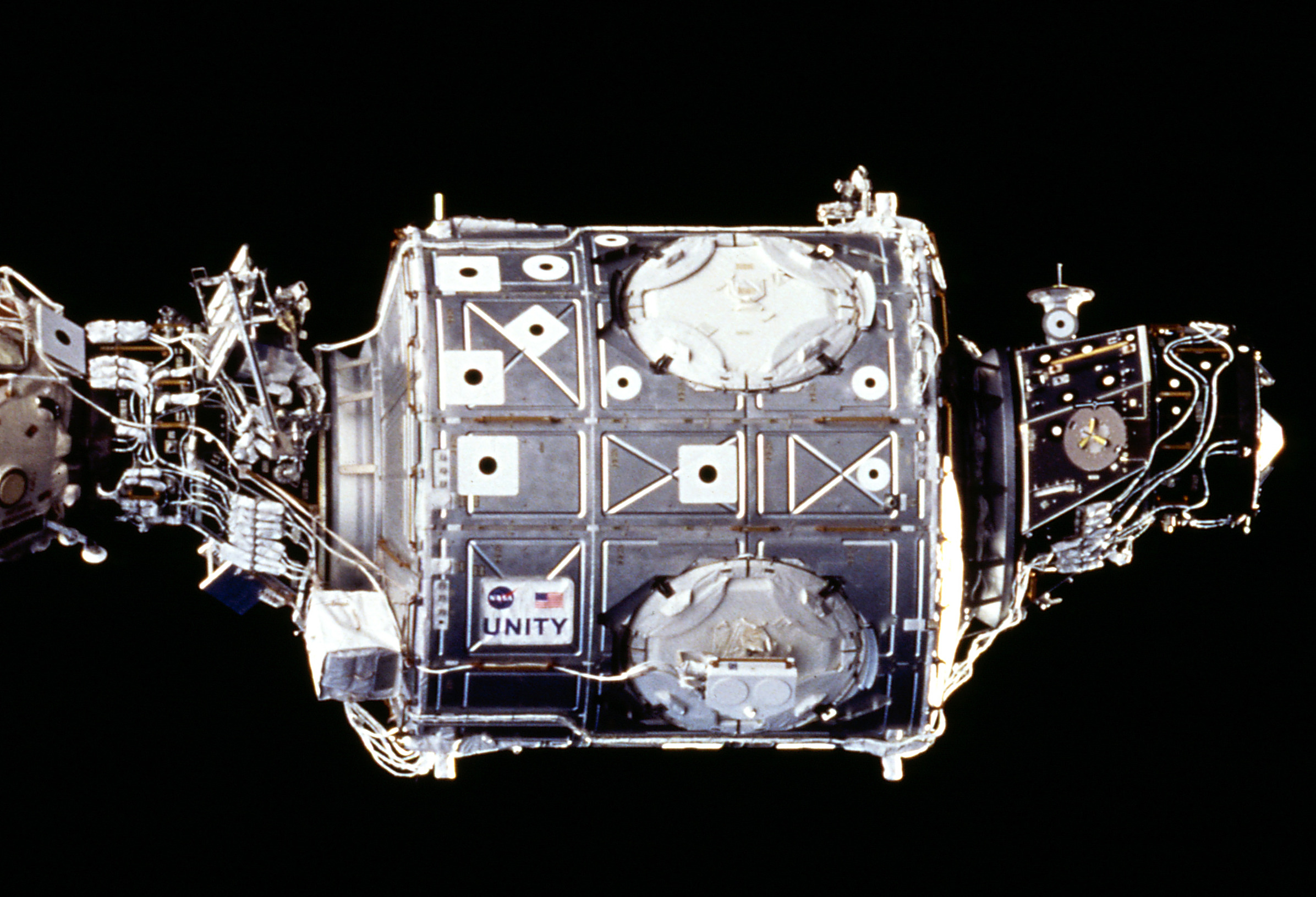
Le module Unity de la station spatiale.

### Sondes spatiales interplanétaires
Deux sondes spatiales sont lancées en 1998 :
- Nozomi développée par l'Agence spatiale japonaise (JAXA) doit se placer en orbite autour Mars. C'est la première sonde nipponne envoyé vers une autre planète. Malheureusement elle est victime d'une défaillance d'une valve et ne parvient pas à atteindre la planète rouge.
- Mars Climate Orbiter est avec Mars Polar Lander une des deux missions de la NASA chargées d'étudier la météorologie de la planète Mars, son climat, son cycle hydrologique et du dioxyde de carbone. La sonde spatiale est perdue au moment de sa rentrée dans l'atmosphère de Mars à la suite d'une erreur de logiciel.

### Satellites scientifiques
Deux petits télescopes spatiaux sont lancés par la NASA :
- TRACE est un télescope spatial va du visible à l'ultra-violet lointain conçu pour étudier la connexion entre le champ magnétique à petite échelle du Soleil et la géométrie du plasma coronal, à travers des images haute résolution de la photosphère et de la région de transition vers la couronne.
- SWAS est un petit télescope spatial observant le spectre des micro-ondes (540 - 610 μm). L'objectif de la mission est d'analyser la composition des nuages interstellaires et de déterminer comment ces nuages se refroidissent lorsqu'ils s'effondrent pour former les étoiles et les planètes.

### Engins expérimentaux
- Deep Space 1 est la première sonde spatiale du Programme New Millennium de la NASA. Son objectif principal est de tester douze nouvelles technologies, dont un moteur ionique, permettant la diminution des coûts et des risques des missions ultérieures. Deep Space 1 remplira parfaitement sa mission ainsi que des objectifs secondaires comme le survol de l'astéroïde (9969) Braille et de la comète Borrelly.
- Le spectromètre magnétique Alpha AMS-01 est un prototype d'expérience de physique des particules internationale testé dans le cadre de la mission STS-91 de la Navette spatiale Discovery. L'objectif de cette mission est de valider l’utilisation dans l’espace des technologies qui doivent être utilisées par l'instrument final AMS-02, et d'étudier leur comportement.
- Atmospheric Reentry Demonstrator est un prototype de véhicule de rentrée développé par l'Agence spatiale européenne et qui est testé avec succès dans le cadre d'un vol suborbital.

### Vols habités
L'assemblage de la Station spatiale internationale débute en 1998 avec la mise en orbite des deux premiers modules pressurisés. Ce projet de station spatiale consacré à la recherche scientifique dans l'environnement spatial est lancé par la NASA en 1983 mais, faute de moyens financiers suffisants, n'aboutit que lorsque l'agence spatiale décide d'en faire un projet international avec une participation de 50 % de la Russie et des participations minoritaires des agences spatiales européenne, japonaise et canadienne. En 1998 ont été mis en orbite le module pressurisé russe Zarya dont le rôle est, durant les premières phases de l'assemblage, de fournir l'énergie électrique, de stocker le matériel et de contrôler l'attitude et l'orbite de la station spatiale. La même année est lancé le module Unity de la NASA qui avec ses six ports d'amarrage permet de réunir 6 autres composants.

### Lanceurs
Trois lanceurs effectuent leur premier vol en 1998 :
- Athena II est une version plus puissante du lanceur Athena I
- Delta III est une version deux fois plus puissante du lanceur Delta II obtenu notamment par une refonte de l'étage supérieure.
- Shtil' est un missile balistique R-29 reconverti. Il est tiré depuis un sous-marin.

## Programmes spatiaux nationaux

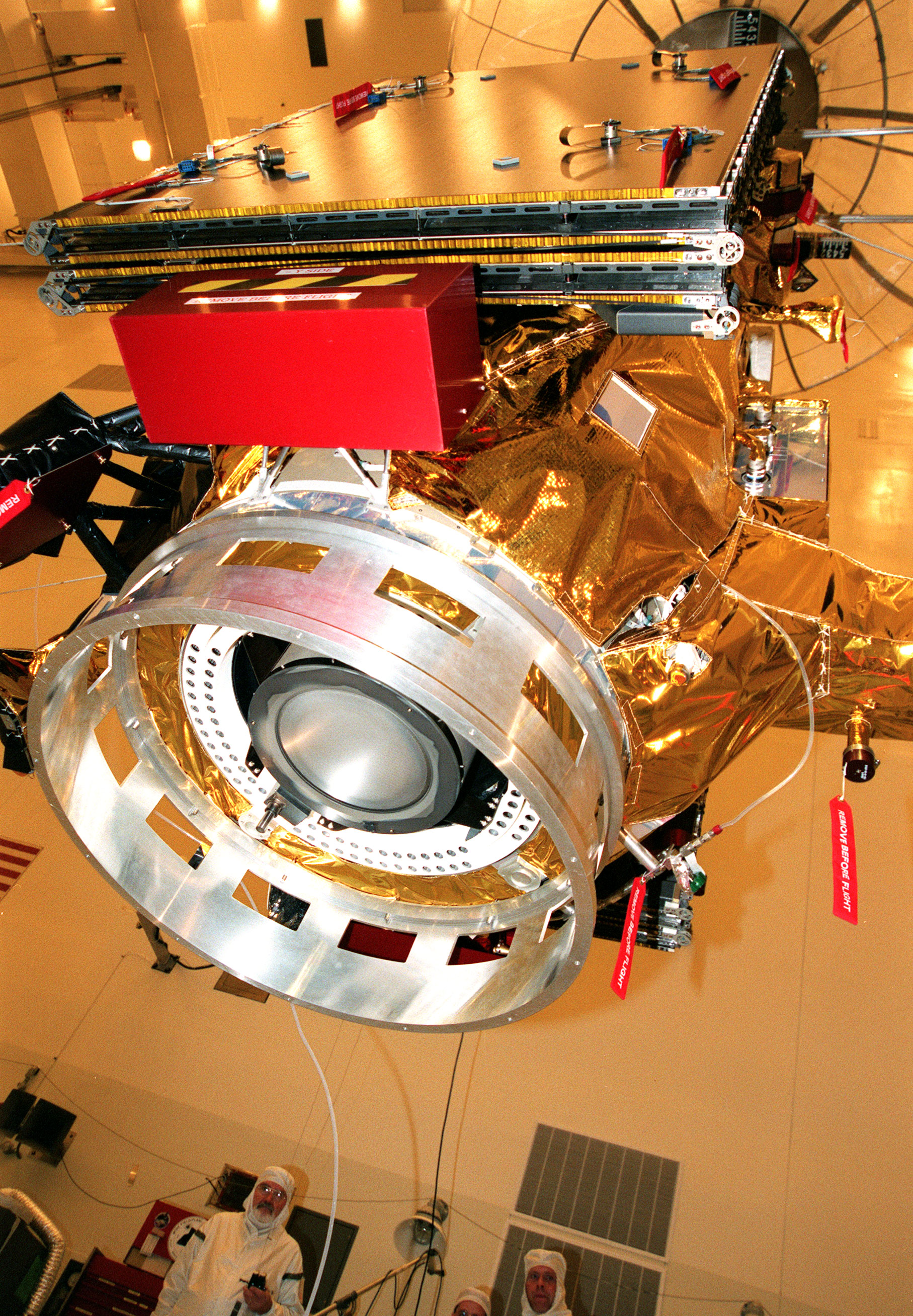
Deep Space 1
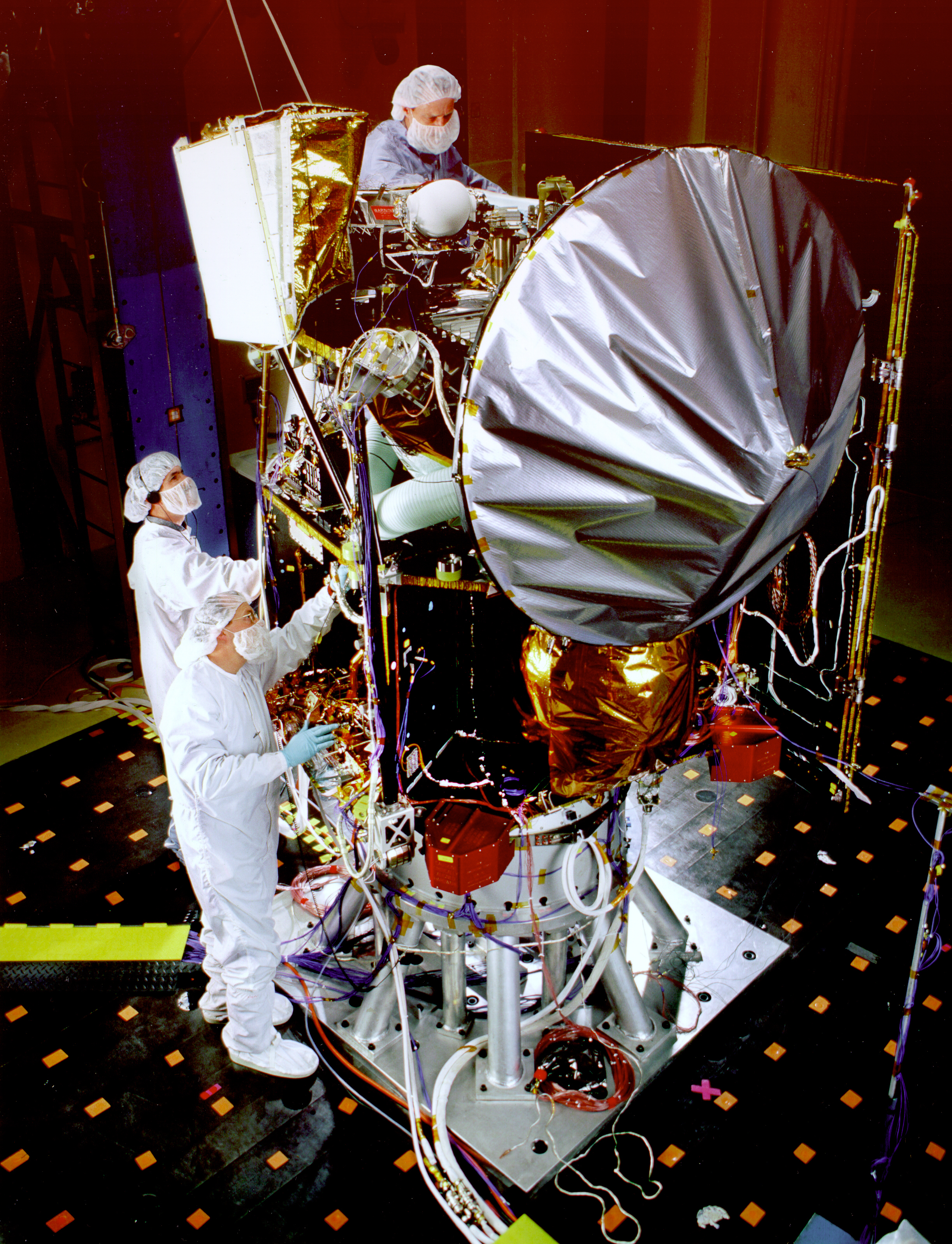
Mars Climate Orbiter
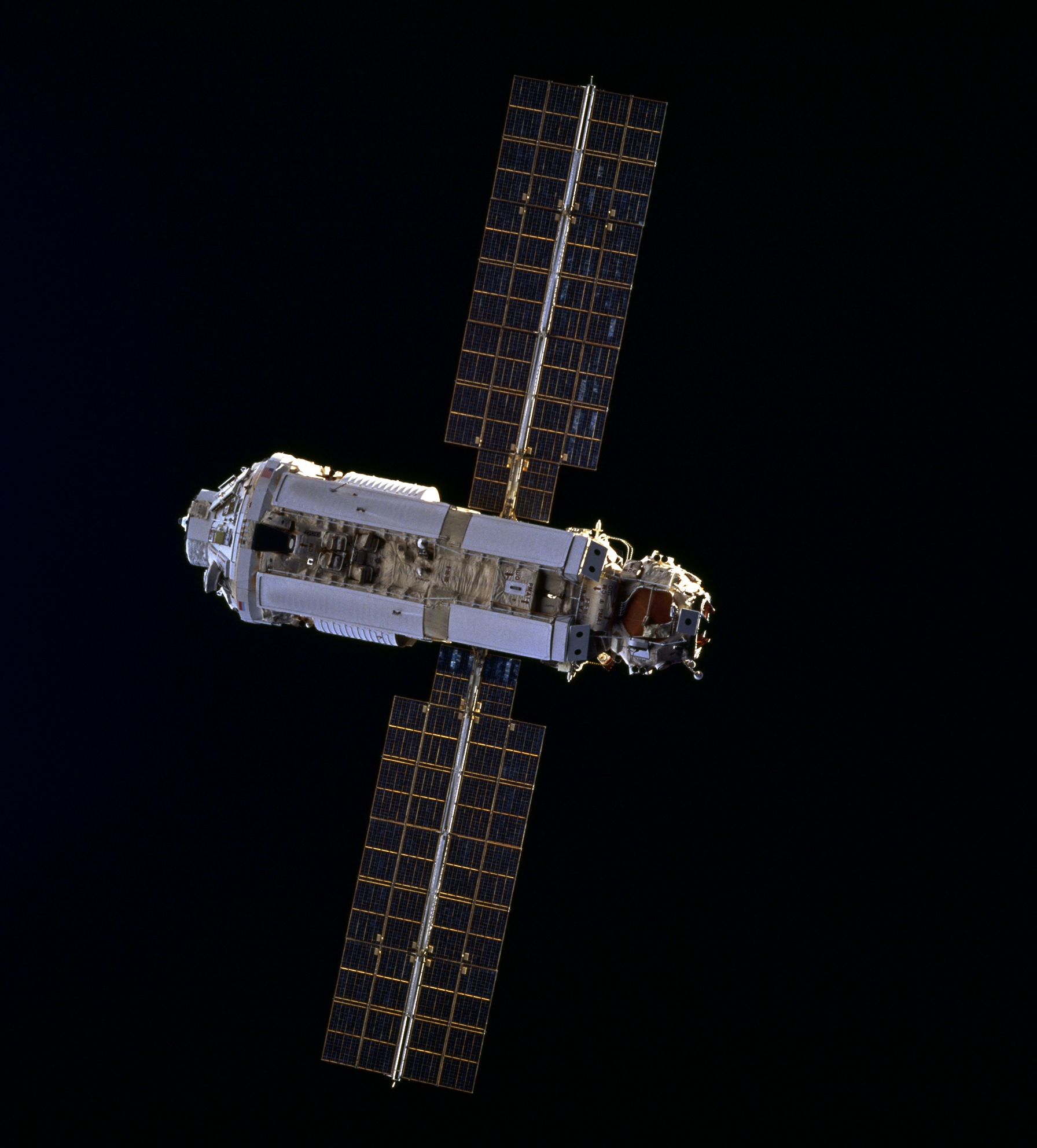
Zarya

## Chronologie

### Janvier
| Date            | Lanceur                     | Base de lancement      | Type                   | Charge utile               | Notes                                            |
| 7 janvier 1998  | Athena II                   | Cape Canaveral         | Orbite lunaire         | Lunar Prospector           | Sonde spatiale lunaire                           |
| 10 janvier 1998 | Delta II 7925-9.5           | Cape Canaveral         | Orbite géostationnaire | Skynet 4D                  | Satellite de télécommunications militaire        |
| 22 janvier 1998 | Shavit 1                    | Palmachim              | Orbite basse           | Ofek-4                     | Satellite de reconnaissance ; Échec du lancement |
| 23 janvier 1998 | Navette spatiale américaine | Centre spatial Kennedy | Orbite basse           | Navette Endeavour (STS-89) | Laboratoire Spacehab                             |
| 29 janvier 1998 | Soyouz-U-PVB                | Baïkonour              | Orbite basse           | Soyouz TM-27               | Relève équipage station spatiale                 |
| 29 janvier 1998 | Atlas IIA                   | Cape Canaveral         | Orbite de Molnia       | QUASAR 12                  | Satellite de télécommunications militaires       |

### Février
| Date            | Lanceur           | Base de lancement  | Type                   | Charge utile                  | Notes                                              |
| 4 février 1998  | Ariane 4 4LP      | Kourou             | Orbite géostationnaire | Brasilsat B, Inmarsat 3 F5    | Satellites de télécommunications                   |
| 10 février 1998 | Taurus 2210       | Vandenberg         | Orbite polaire         | Geosat Follow-On, Orbcomm x 2 | Altimétrie (GFO), Satellites de télécommunications |
| 14 février 1998 | Delta II 7420-10C | Cape Canaveral     | Orbite basse           | Globalstar x 4                | Satellites de télécommunications                   |
| 17 février 1998 | Soyouz-U-PVB      | Plessetsk          | Orbite basse           | Iantar-1KFT Kometa No. 19     | Satellite de reconnaissance                        |
| 18 février 1998 | Delta II 7920-10C | Vandenberg         | Orbite basse           | Iridium x 5                   | Satellites de télécommunications                   |
| 21 février 1998 | H-II              | Tanegashima        | Orbite géostationnaire | COMETS (ja)                   | Satellite de télécommunications                    |
| 26 février 1998 | Pegasus-XL        | L-1011, Vandenberg | Orbite polaire         | SNOE, …                       | Etude de l'atmosphère                              |
| 27 février 1998 | Ariane 4 2P       | Kourou             | Orbite géostationnaire | Hot Bird 4                    | Satellite de télécommunications                    |
| 28 février 1998 | Atlas IIAS        | Cape Canaveral     | Orbite géostationnaire | Intelsat 806                  | Satellite de télécommunications                    |

### Mars
| Date         | Lanceur                 | Base de lancement | Type                   | Charge utile  | Notes                                      |
| 14 mars 1998 | Soyouz-U-PVB            | Baïkonour         | Orbite basse           | Progress M-38 | Ravitaillement station spatiale            |
| 16 mars 1998 | Atlas II                | Cape Canaveral    | Orbite géostationnaire | UFO F/O F8    | Satellite de télécommunications militaires |
| 24 mars 1998 | Ariane 4 0              | Kourou            | Orbite basse           | SPOT-4        | Satellite de télédétection                 |
| 25 mars 1998 | Longue Marche 2C-III/SD | Taiyuan           | Orbite basse           | Iridium x 2   | Satellites de télécommunications           |
| 30 mars 1998 | Delta II 7920-10C       | Vandenberg        | Orbite basse           | Iridium x 5   | Satellites de télécommunications           |

#### Avril
| Date          | Lanceur                     | Base de lancement      | Type                   | Charge utile              | Notes                            |
| 2 avril 1998  | Pegasus-XL                  | L-1011, Vandenberg     | Orbite basse           | TRACE                     | Observatoire solaire             |
| 7 avril 1998  | Proton-K / 17S40            | Baïkonour              | Orbite basse           | Iridium x 7               | Satellites de télécommunications |
| 17 avril 1998 | Navette spatiale américaine | Centre spatial Kennedy | Orbite basse           | Navette Columbia (STS-90) | Laboratoire Spacelab             |
| 24 avril 1998 | Delta II 7420-10C           | Cape Canaveral         | Orbite basse           | Globalstar x 4            | Satellites de télécommunications |
| 28 avril 1998 | Ariane 4 4P                 | Kourou                 | Orbite géostationnaire | Nilesat 101, BSat 1b      | Satellites de télécommunications |
| 29 avril 1998 | Proton-K / DM-2             | Baïkonour              | Orbite de Molnia       | Oko-1 No. 7122            | Satellite d'alerte précoce       |

#### Mai
| Date        | Lanceur                 | Base de lancement | Type                   | Charge utile  | Notes                                    |
| 2 mai 1998  | Longue Marche 2C-III/SD | Taiyuan           | Orbite basse           | Iridium x 2   | Satellites de télécommunications         |
| 7 mai 1998  | Molnia M                | Plessetsk         | Orbite de Molnia       | Oko           | Satellite d'alerte précoce               |
| 7 mai 1998  | Proton-K / DM-2M        | Baïkonour         | Orbite géostationnaire | EchoStar IV   | Satellite de télécommunications          |
| 9 mai 1998  | Titan 401B / Centaur    | Cape Canaveral    | Orbite géostationnaire | Mentor 4      | Satellite de reconnaissance électronique |
| 13 mai 1998 | Titan II SLV            | Vandenberg        | Orbite héliosynchrone  | NOAA 15       | Satellite météorologique                 |
| 14 mai 1998 | Soyouz-U-PVB            | Baïkonour         | Orbite basse           | Progress M-39 | Ravitaillement station spatiale          |
| 17 mai 1998 | Delta II 7920-10C       | Vandenberg        | Orbite basse           | Iridium x 5   | Satellites de télécommunications         |
| 30 mai 1998 | Longue Marche 3B        | Xichang           | Orbite géostationnaire | Chinastar 1   | Satellite de télécommunications          |

#### Juin
| Date         | Lanceur                     | Base de lancement      | Type                   | Charge utile                                                                   | Notes                                         |
| 2 juin 1998  | Navette spatiale américaine | Centre spatial Kennedy | Orbite basse           | Navette Discovery (STS-91, Laboratoire Spacehab, Spectromètre magnétique Alpha | Premier vol du détecteurs de rayons cosmiques |
| 10 juin 1998 | Delta II 7925-9.5           | Cape Canaveral         | Orbite géostationnaire | Thor 3                                                                         | Satellites de télécommunications              |
| 15 juin 1998 | Tsiklon-3                   | Plessetsk              | Orbite basse           | Strela-3 x 6                                                                   | Satellites de télécommunications              |
| 18 juin 1998 | Atlas IIAS                  | Cape Canaveral         | Orbite géostationnaire | Intelsat 805                                                                   | Satellite de télécommunications               |
| 24 juin 1998 | Soyouz-U-PVB                | Plessetsk              | Orbite basse           | Iantar-4K2 Kobalt                                                              | Satellite de reconnaissance                   |
| 25 juin 1998 | Soyouz-U-PVB                | Plessetsk              | Orbite basse           | Iantar-4KS1M Neman                                                             | Satellite de reconnaissance                   |

#### Juillet
| Date             | Lanceur          | Base de lancement | Type                   | Charge utile      | Notes                                 |
| 1er juillet 1998 | Molnia M         | Plessetsk         | Orbite de Molnia       | Molniya-3         | Satellite de télécommunications       |
| 3 juillet 1998   | M-V              | Uchinoura         | Orbite héliocentrique  | Nozomi            | Orbiteur martien                      |
| 7 juillet 1998   | Shtil'-1         | K-407, BLA        | Orbite basse           |                   | Premier vol (expérimental) du lanceur |
| 10 juillet 1998  | Zenit-2          | Plessetsk         | Orbite héliosynchrone  | Resours-O1 No. 4L | Observation de la Terre               |
| 18 juillet 1998  | Longue Marche 3B | Xichang           | Orbite géostationnaire | Sinosat 1         | Satellites de télécommunications      |
| 28 juillet 1998  | Zenit-2          | Plessetsk         | Orbite basse           | Tselina-2         | Satellite d'écoute électronique       |

#### Août
| Date         | Lanceur                 | Base de lancement      | Type                   | Charge utile     | Notes                                                                       |
| 2 août 1998  | Pegasus-XL / HAPS       | L-1011, Wallops Island | Orbite basse           | Orbcomm x 8      | Satellites de télécommunications                                            |
| 12 août 1998 | Titan 401A / Centaur    | Cape Canaveral         | Orbite géostationnaire | MERCURY          | Satellite de renseignement d'origine électromagnétique ; Échec du lancement |
| 13 août 1998 | Soyouz-U-PVB            | Baïkonour              | Orbite basse           | Soyouz TM-28     | Relève équipage station spatiale                                            |
| 19 août 1998 | Longue Marche 2C-III/SD | Taiyuan                | Orbite basse           | Iridium x 2      | Satellites de télécommunications                                            |
| 25 août 1998 | Ariane 4 4P             | Kourou                 | Orbite géostationnaire | ST-1             | Satellites de télécommunications                                            |
| 27 août 1998 | Delta II 8930           | Cape Canaveral         | Orbite géostationnaire | Galaxy 10        | Satellite de télécommunications ; Échec du lancement                        |
| 30 août 1998 | Proton-K / DM-2M        | Baïkonour              | Orbite géostationnaire | Astra 2A         | Satellite de télécommunications                                             |
| 31 août 1998 | Paektusan 1             | Musudan-ri             | Orbite basse           | Kwangmyŏngsŏng 1 | Satellite technologique ; Échec du lancement                                |

#### Septembre
| Date              | Lanceur           | Base de lancement      | Type                   | Charge utile    | Notes                                                 |
| 8 septembre 1998  | Delta II 7920-10C | Vandenberg             | Orbite basse           | Iridium x 5     | Satellites de télécommunications                      |
| 9 septembre 1998  | Zenit-2           | Plessetsk              | Orbite basse           | Globalstar x 12 | Satellites de télécommunications ; Échec du lancement |
| 16 septembre 1998 | Ariane 4 4LP      | Kourou                 | Orbite géostationnaire | PAS 7           | Satellites de télécommunications                      |
| 23 septembre 1998 | Pegasus-XL / HAPS | L-1011, Wallops Island | Orbite basse           | Orbcomm x 8     | Satellites de télécommunications                      |
| 28 septembre 1998 | Molnia M          | Plessetsk              | Orbite de Molnia       | Molniya-1T      | Satellite de télécommunications                       |

#### Octobre
| Date            | Lanceur                     | Base de lancement      | Type                   | Charge utile               | Notes                                                     |
| 3 octobre 1998  | ARPA Taurus                 | Vandenberg             | Orbite basse           | STEX (en)                  | Satellite technologique                                   |
| 5 octobre 1998  | Ariane 4 4L                 | Kourou                 | Orbite géostationnaire | Eutelsat W2 (en), Sirius 3 | Satellites de télécommunications                          |
| 9 octobre 1998  | Atlas IIA                   | Cape Canaveral         | Orbite géostationnaire | Hot Bird 5                 | Satellite de télécommunications                           |
| 20 octobre 1998 | Atlas IIA                   | Cape Canaveral         | Orbite géostationnaire | UFO F/O F9                 | Satellite de télécommunications militaires                |
| 21 octobre 1998 | Ariane 5 G                  | Kourou                 |                        | Maqsat-3, ARD              | Véhicule de test, démonstrateur véhicule de rentrée (ARD) |
| 23 octobre 1998 | Pegasus H                   | L-1011, Cape Canaveral | Orbite basse           | SCD-2                      | Satellite de télécommunications                           |
| 24 octobre 1998 | Delta II 7326-9.5           | Cape Canaveral         | Orbite basse           | Deep Space 1               | Etude comète et astéroïde, satellite technologique        |
| 25 octobre 1998 | Soyouz-U-PVB                | Baïkonour              | Orbite basse           | Progress M-40              | Ravitaillement station spatiale                           |
| 28 octobre 1998 | Ariane 4 4L                 | Kourou                 | Orbite géostationnaire | Afristar, GE-5             | Satellites de télécommunications                          |
| 29 octobre 1998 | Navette spatiale américaine | Centre spatial Kennedy | Orbite basse           | Navette Discovery (STS-95) | Laboratoire Spacehab                                      |

#### Novembre
| Date             | Lanceur           | Base de lancement | Type                   | Charge utile | Notes                                                |
| 4 novembre 1998  | Proton-K / DM-2M  | Baïkonour         | Orbite géostationnaire | PAS 8        | Satellite de télécommunications                      |
| 6 novembre 1998  | Delta II 7920-10C | Vandenberg        | Orbite basse           | Iridium x 5  | Satellites de télécommunications                     |
| 20 novembre 1998 | Proton-K          | Baïkonour         | Orbite basse           | Zarya        | Premier module de la station spatiale internationale |
| 22 novembre 1998 | Delta II 7925-9.5 | Cape Canaveral    | Orbite géostationnaire | Bonum-1      | Satellites de télécommunications                     |

#### Décembre
| Date             | Lanceur                     | Base de lancement      | Type                   | Charge utile                           | Notes                                                                 |
| 4 décembre 1998  | Navette spatiale américaine | Centre spatial Kennedy | Orbite basse           | Navette Endeavour (STS-88), Unity, ... | Unity, premier module américain de la station spatiale internationale |
| 6 décembre 1998  | Ariane 4 2L                 | Kourou                 | Orbite géostationnaire | Satmex 5                               | Satellite de télécommunications                                       |
| 6 décembre 1998  | Pegasus-XL                  | L-1011, Vandenberg     | Orbite basse           | SWAS                                   | Télescope ondes submillimétriques                                     |
| 10 décembre 1998 | Cosmos-3M                   | Plessetsk              | Orbite basse           | Nadezhda, Astrid-2                     | Satellite de navigation, Satellite scientifique (Astrid)              |
| 11 décembre 1998 | Delta II 7425-9.5           | Cape Canaveral         | Orbite héliocentrique  | Mars Climate Orbiter                   | Orbiteur martien                                                      |
| 19 décembre 1998 | Longue Marche 2C-III/SD     | Taiyuan                | Orbite basse           | Iridium x 2                            | Satellites de télécommunications                                      |
| 22 décembre 1998 | Ariane 4 2L                 | Kourou                 | Orbite géostationnaire | PAS 6B                                 | Satellite de télécommunications                                       |
| 24 décembre 1998 | Cosmos-3M                   | Plessetsk              | Orbite basse           | Parus                                  | Satellite de navigation militaire                                     |
| 30 décembre 1998 | Proton-K/ DM-2              | Baïkonour              | Orbite moyenne         | GLONASS Ouragan No. 86L, 84L et 79L    | Satellites de navigation                                              |

### Vol orbitaux

#### Par pays
| Pays         | Lancements | Succès | Échecs | Échecs partiels | Remarques                      |
| ------------ | ---------- | ------ | ------ | --------------- | ------------------------------ |
| Chine        |            |        |        |                 |                                |
| Corée du Sud |            |        |        |                 | avec l'assistance de la Russie |
| États-Unis   |            |        |        |                 |                                |
| Europe       |            |        |        |                 |                                |
| Inde         |            |        |        |                 |                                |
| Japon        |            |        |        |                 |                                |
| Russie/CEI   |            |        |        |                 |                                |

#### Par lanceur
| Lanceur          | Pays                  | Lancements | Succès | Échecs | Échecs partiels | Remarques |
| ---------------- | --------------------- | ---------- | ------ | ------ | --------------- | --------- |
| Ariane 5ECA      | Europe                |            |        |        |                 |           |
| Atlas V          | États-Unis            |            |        |        |                 |           |
| Delta II         | États-Unis            |            |        |        |                 |           |
| Delta IV         | États-Unis            |            |        |        |                 |           |
| Dnepr-1          | Ukraine               |            |        |        |                 |           |
| Falcon 9         | États-Unis            |            |        |        |                 |           |
| GSLV             | Inde                  |            |        |        |                 |           |
| H-IIA            | Japon                 |            |        |        |                 |           |
| Kosmos-3M        | Russie                |            |        |        |                 |           |
| Longue Marche 2D | Chine                 |            |        |        |                 |           |
| Longue Marche 3A | Chine                 |            |        |        |                 |           |
| Longue Marche 3B | Chine                 |            |        |        |                 |           |
| Longue Marche 3C | Chine                 |            |        |        |                 |           |
| Longue Marche 4B | Chine                 |            |        |        |                 |           |
| Longue Marche 4C | Chine                 |            |        |        |                 |           |
| Minautor IV      | États-Unis            |            |        |        |                 |           |
| Naro-1           | Corée du Sud / Russie |            |        |        |                 |           |
| Navette spatiale | États-Unis            |            |        |        |                 |           |
| Proton-M         | Russie                |            |        |        |                 |           |
| PSLV             | Inde                  |            |        |        |                 |           |
| Rockot           | Russie                |            |        |        |                 |           |
| Shavit-2         | Israël                |            |        |        |                 |           |
| Soyouz-2.1a      | Russie                |            |        |        |                 |           |
| Soyouz-FG        | Russie                |            |        |        |                 |           |
| Soyouz-U         | Russie                |            |        |        |                 |           |
| Taurus           | États-Unis            |            |        |        |                 |           |

#### Par type d'orbite
| Orbite                 | Lancements | Succès | Échecs | Orbite atteinte involontairement | Remarques                                                                             |
| ---------------------- | ---------- | ------ | ------ | -------------------------------- | ------------------------------------------------------------------------------------- |
| Basse                  |            |        |        |                                  |                                                                                       |
| Moyenne                |            |        |        |                                  |                                                                                       |
| Haute                  |            |        |        |                                  | dont Molnia, orbite de transfert vers la Lune, orbite elliptique à forte excentricité |
| Géosynchrone/transfert |            |        |        |                                  |                                                                                       |
| Héliocentrique         |            |        |        |                                  | dont orbite de transfert interplanétaire                                              |

#### Par site de lancement
| Site           | Pays              | Lancements | Succès | Échecs | Échecs partiels | Remarques |
| -------------- | ----------------- | ---------- | ------ | ------ | --------------- | --------- |
| Baikonour      | Russie Kazakhstan |            |        |        |                 |           |
| Cape Canaveral | États-Unis        |            |        |        |                 |           |
| Dombarovski    | Russie            |            |        |        |                 |           |
| Jiuquan        | Chine             |            |        |        |                 |           |
| Kennedy        | États-Unis        |            |        |        |                 |           |
| Kodiak         | États-Unis        |            |        |        |                 |           |
| Kourou         | France            |            |        |        |                 |           |
| Naro           | Corée du Sud      |            |        |        |                 |           |
| Palmachim      | Israël            |            |        |        |                 |           |
| Plessetsk      | Russie            |            |        |        |                 |           |
| Satish Dhawan  | Inde              |            |        |        |                 |           |
| Taiyuan        | Chine             |            |        |        |                 |           |
| Tanegashima    | Japon             |            |        |        |                 |           |
| Vandenberg     | États-Unis        |            |        |        |                 |           |
| Xichang        | Chine             |            |        |        |                 |           |

## Survols et contacts planétaires
| Date | Sonde spatiale | Événement | Remarque |
| ---- | -------------- | --------- | -------- |
|      |                |           |          |

### Sources
- (en) Jonathan McDowell, « Jonathan's Space Report », Jonathan's Space Page
- (en) Gunter Krebs, « Chronology of Space Launches », Gunter's Space Page